# Tierra Blanca, Tamazulápam del Espíritu Santo
Tierra Blanca är en ort i Mexiko.   Den ligger i kommunen Tamazulápam del Espíritu Santo och delstaten Oaxaca, i den sydöstra delen av landet, 400 km sydost om huvudstaden Mexico City. Tierra Blanca ligger 2 326 meter över havet och antalet invånare är 856.
Terrängen runt Tierra Blanca är kuperad västerut, men österut är den bergig. Runt Tierra Blanca är det glesbefolkat, med 10 invånare per kvadratkilometer. Närmaste större samhälle är Tamazulápam del Espíritu Santo, 3,6 km nordväst om Tierra Blanca. I omgivningarna runt Tierra Blanca växer i huvudsak städsegrön lövskog.